# Reclus de Molliens
Reclus de Molliens (auch: Renclus de Molliens) ist das Pseudonym des pikardischen Benediktiner-Abtes Barthélemy (* im 12. Jahrhundert; † 1231), unter dem er zwei bedeutende altfranzösische Gedichte verfasste.

## Leben und Werk
Barthélemy war Abt der pikardischen Abtei Saint-Fuscien. Über sein Leben ist außer dem Todesjahr nichts bekannt. Im ersten Drittel des 13. Jahrhunderts verfasste er unter dem Namen Reclus de Molliens (deutsch etwa: Eremit von Molliens, heute Molliens-Dreuil) zwei gereimte Texte moralisierenden Inhalts, die einen herausragenden Erfolg hatten. In Miserere (Titel nach dem Bußpsalm 51) werden zuerst böser Reichtum, Geiz und Hochmut angeprangert und dann die fünf Sinne als Quellen der Sünde beschrieben. Beistand erfährt der Mensch durch die allegorischen Figuren der Gottesfurcht, des Schmerzes, der Freude und der Hoffnung. Der Roman de Carité schildert die vergebliche Suche nach der christlichen Nächstenliebe (charité), die sich weder bei Königen, Rittern, Priestern, Äbten und Bischöfen, ja noch nicht einmal bei den Mönchen findet und auch nicht im Volk. Nach dem Vorbild des Hélinand von Froidmont bestehen die beiden Werke aus Strophen mit 12 achtsilbigen Zeilen und 2 Reimen (a-a-b-a-a-b-b-b-a-b-b-a). Nach dem Urteil von Dominique Boutet sind sie von unbestreitbarer literarischer Qualität und entfalten einen außergewöhnlich reichen Wortschatz.

## Werke
- Li miserere, pikardisches Gedicht aus dem XII. Jahrhundert von Reclus de Mollens. Bearbeitet und zum ersten Male veröffentlicht von A. Mayer. Programm der K. B. Studienanstalt Landshut für das Studienjahr 1881/82. Thomann, Landshut 1882. (Digitalisat)
- Li romans de carité. Miserere. Poèmes de la fin du XIIe siècle du Renclus de Moiliens. Hrsg. A.-G. Van Hamel. 2 Bde. F. Vieweg, Paris 1885. Slatkine, Genf 1974.
- Miserere mei Deus et Rouman de charite du Reclus de Molliens. BoD-Books on demand, Norderstedt 2021.